# Megathiris barroisi
Megathiris barroisi är en armfotingsart som först beskrevs av Schulgin 1884.  Megathiris barroisi ingår i släktet Megathiris och familjen Megathyrididae. Inga underarter finns listade i Catalogue of Life.